# Vinyla
Vinyla je české hudební ocenění, které od roku 2011 oceňuje autory a umělce se svébytnými a novátorskými elementy.  
Hudební ceny Vinyla jsou udělovány ve třech kategoriích: deska roku, objev roku a počin roku. Při příležitosti udílení cen vychází výroční vinyl v nákladu 100 kusů, který obsahuje skladby nominovaných umělců.
Ceny Vinyla produkčně a koordinačně zajišťuje občanské sdružení Goliart, o.s. Hlavním orgánem je Rada ceny Vinyla, čtyřčlenný sbor hudebních publicistů. V radě se každý rok jeden člen obmění. Tento princip má zajistit myšlenkovou kontinuitu a učinit cenu dostatečně dynamickou a otevřenou novým impulzům. Úkolem rady je delegovat porotu a dohlížet průběh udílení cen.
Jako porotce (hlasovatel) může být navržen každý aktivní hudební publicista, respektive člověk, který se o českou scénu dlouhodobě zajímá a pomáhá formovat myšlení o hudbě.

V roce 2020 přibyla nová kategorie Cena Jany „Apačky“ Grygarové za publicistiku pro mladé autory a autorky do 27 let, první vítězkou byla Aneta Martínková. V roce 2021 spolu s brněnským výrobcem elektronických hudebních nástrojů Bastl Instruments vznikla nová kategorie pro mladé tvůrce elektronické hudby. Vítězové v kategorii jsou dva. Jedna producentka a jeden producent.

## Držitelé ocenění

### Vinyla 2011
- Deska roku: B4 – Didaktik Nation Legendary Rock
- Objev roku: Fiordmoss
- Počin roku: festival Creepy Teepee

### Vinyla 2012
- Deska roku: Květy – Bílé včely
- Objev roku: Planety
- Počin roku: vydavatelské aktivity Polí5

### Vinyla 2013
- Deska roku: Vložte kočku – SEAT
- Objev roku: Nylon Jail
- Počin roku: projekt Piana na ulici

### Vinyla 2014
- Deska roku: DVA – Nipomo
- Objev roku – Schwarzprior
- Počin roku – Studio Needles za hudbu k audioknize Solaris

### Vinyla 2015
- Deska roku: Dizzcock – Elegy Of Unsung Heroes
- Objev roku – Aid Kid
- Počin roku – kompilace Jdi a dívej se

### Vinyla 2016
- Deska roku: dné – These Semi Feelings, They Are Everywhere
- Objev roku – Orient
- Počin roku – festival Itch My Ha Ha Ha

### Vinyla 2017
- Deska roku: Pacino – Půl litru země
- Objev roku – Enchanted Lands
- Počin roku – aktivity vydavatelství Genot Centre

### Vinyla 2018
- Deska roku: Povodí Ohře – Povodí Ohře
- Objev roku – Bílej kluk
- Počin roku – aktivity Zvuk

### Vinyla 2019
- Deska roku: B4 – Plastová okna
- Objev roku – Margo
- Počin roku – aktivity klubu Punctum

### Vinyla 2020
- Deska roku: Tábor – Liebe
- Objev roku – 58G
- Počin roku – aktivity labelu Divnosti
- Cena Jany „Apačky“ Grygarové za publicistiku – Aneta Martínková

### Vinyla 2021
- Deska roku: Oliver Torr - Fragility of Context
- Objev roku – Ursula Serghy
- Počin roku – aktivity Heartnoize Promotion
- Cena Jany „Apačky“ Grygarové za publicistiku – Maria Pyatkina
- Bastl electronic track (producentka) – Pavla Bastlová (Tokyo Drift)
- Bastl electronic track (producent) – Johannes Tröstler (DJ Bingo)

### Vinyla 2022
- Deska roku: Tomáš Niesner – Bečvou
- Objev roku: Mat213
- Počin roku: festival Pop Messe
- Cena Jany „Apačky“ Grygarové za publicistiku – Jiří Slabihoudek a David Laufer
- Bastl Electronic Track – Mezi patry klid (Lojza Kotřábek)

### Vinyla 2023
- Deska roku: Toyota Vangelis – Výklopný světlomety
- Objev roku: Klára Wodehn
- Počin roku: iniciativa Nadšením nájem nezaplatíš
- Cena Jany „Apačky“ Grygarové za publicistiku – Julie Pátá a Timon Láska
- Bastl Electronic Track – Fæ Bestia

### Vinyla 2024
- Deska roku: Anki – I want to feel safe
- Objev roku: Ida the Young
- Počin roku: Sanatorium Sonorum
- Cena Jany „Apačky“ Grygarové za publicistiku – Sarah Abulkasim a Nora třešníková
- Bastl Electronic Track – czarw (Olga Wawracz) a LilaTesla (Markéta Kubíčková)